# 670 (numero)
Seicentosettanta è il numero naturale dopo il 669 e prima del 671.

## Proprietà matematiche
- È un numero pari.
- È un numero composto con 8 divisori: 1, 2, 5, 10, 67, 134, 335, 670. Poiché la somma dei suoi divisori (escluso il numero stesso) è 554 < 670 è un numero difettivo.
- È un numero sfenico.
- È un numero ottaedrico.
- È un numero nontotiente.
- È parte delle terne pitagoriche (402, 536, 670), (670, 1608, 1742), (670, 4464, 4514), (670, 22440, 22450), (670, 112224, 112226).
- È un numero intoccabile.
- È un numero congruente.
- È un numero colombiano nel sistema numerico decimale.
- È un numero malvagio.

## Astronomia
- 670 Ottegebe è un asteroide della fascia principale del sistema solare.
- NGC 670 è una galassia lenticolare della costellazione del Triangolo.

## Astronautica
- Cosmos 670 è un satellite artificiale russo.